# Kasteel van Groot-Bijgaarden
Het kasteel van Groot-Bijgaarden is een kasteel gelegen te Groot-Bijgaarden, een deelgemeente van Dilbeek.

## Geschiedenis
Het kasteel werd gebouwd door de heren van Bijgaarden. De eerste wiens naam we kennen, een Amelricus die opduikt in 1110, verkreeg het domein van de Sint-Baafsabdij. Een opvolger Arnulfus III gaf waarschijnlijk opdracht om de eerste burcht te bouwen, een mottekasteel dat de zuidelijke landerijen moest beschermen (in Kobbegem bezaten ze een tweede gebied en kasteel). Begin veertiende eeuw stierf het geslacht uit met een dubbel gekruist huwelijk: Floris en Katharina van Bijgaarden trouwden met Katharina en Willem II Veele, genaamd Rongman.
Met hun kinderen, die in 1347 de bezittingen verdeelden, kwam de heerlijkheid in handen van een nieuw huis. Een nakomeling, Willem IV Rongman, was schepen van Brussel (1418) en werd kapitein van de stad om de ambachtenopstand van 1421-22 neer te slaan. Hij legde op april 1422 de eed af en kreeg de beschikking over het Huis Ostrevant op het Muntplein. Op 21 december 1423 werd Willem van zijn taak ontheven door hertog Jan IV en enkele dagen later moest hij de sleutels van de stadspoorten, zijn benoemingsakte en de schenkingsakte van het hotel Ostrevant teruggeven aan de stadsmagistraat.
In 1486 verwierf Willem Estor het kasteel en de Bijgaardse heerlijkheid. Hij kwam uit een oude Brusselse familie (schepen in 1475) en voerde het wapen van de Berthouts. Jan Estor en zijn moeder Margriete van Baenst flirtten met het protestantisme onder invloed van hun vertrouweling Antonio de Laymant. Nadat ze in het voorjaar van 1546 in het vizier van de autoriteiten waren gekomen, escaleerde de situatie met Kerstdag door onbehoorlijk gedrag in de parochiekerk. Baljuw Guillaume le Tourneur kwam moeder en zoon met 30 soldaten belegeren in hun kasteel. Na 36 uur stond de donjon in brand en gaven beiden zich over. Er volgde een lang proces waarin hun verdediging niet mocht baten: ze werden in januari 1548 onthoofd op de binnenplaats van het Kasteel van Vilvoorde en hun goederen werden verbeurd verklaard. Gaspard II Schetz, de machtige financier en heer van Grobbendonk, kocht Groot-Bijgaarden in 1549 voor 17.800 pond en verkocht het zes jaar later door aan Laurens Longin van Lembeek.
Ferdinand van Booischot kocht het kasteel in 1634 en transformeerde het op vijftien jaar tijd tot zijn huidige aanzicht. Hij liet onder meer de kapel aanbouwen. In de 18e eeuw viel het kasteel toe aan Helena van Booischot. Ze huwde met Karel Ferdinand, graaf van Königsegg-Rothenfels en regent-interimair der Nederlanden. Ter gelegenheid van dit huwelijk verhief keizerin Maria-Theresia de heerlijkheid Groot-Bijgaarden tot markiezaat onder de naam Booischot.

## Gebouwen
Het kasteel is omgeven door een slotgracht, die wordt overspannen door een brug met 5 bogen tot aan de ophaalbrug. Het centrale gedeelte van het poortgebouw dateert uit de 14e eeuw. Een toren van vier verdiepingen, 30 meter hoog, uit 1347 staat naast dit poortgebouw.
Het kasteel is opgetrokken in Vlaamse renaissancestijl, in baksteen met een leien dak.
Nadat het kasteel sterk was vervallen, begon men in 1902 met een dertig jaar durende renovatie. Het was Raymond Pelgrims de Bigard die het kasteel van de ondergang redde, zijn nakomelingen zetten zijn werk verder.

## Park en tuinen
Tuinarchitect Louis Fuchs legde het 14 ha grote park naast het kasteel aan in het begin van de 20e eeuw. Elke lente wordt het park opengesteld voor een internationale bloemenexpositie waarbij tulpen centraal staan.

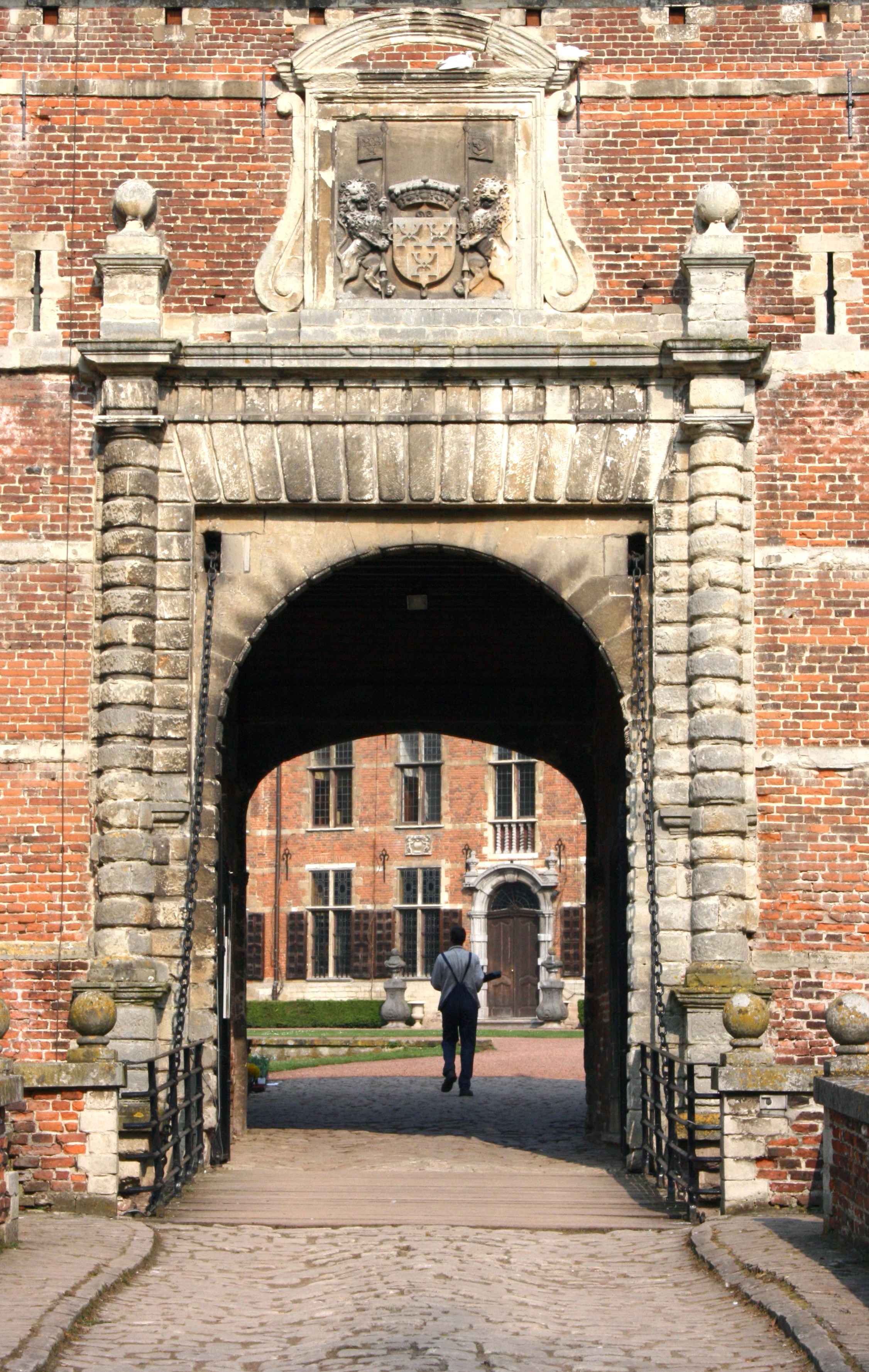
Poort
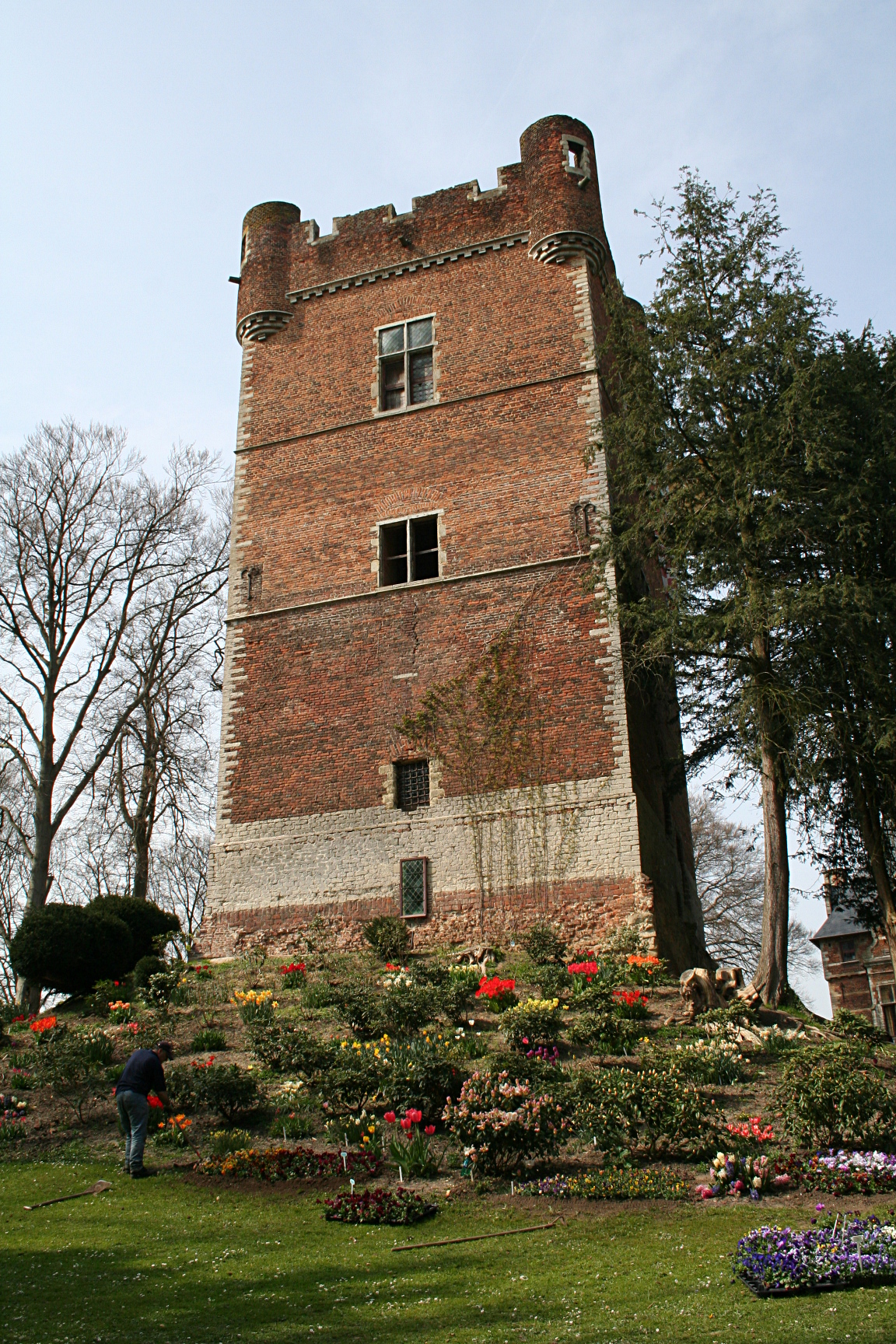
Donjon
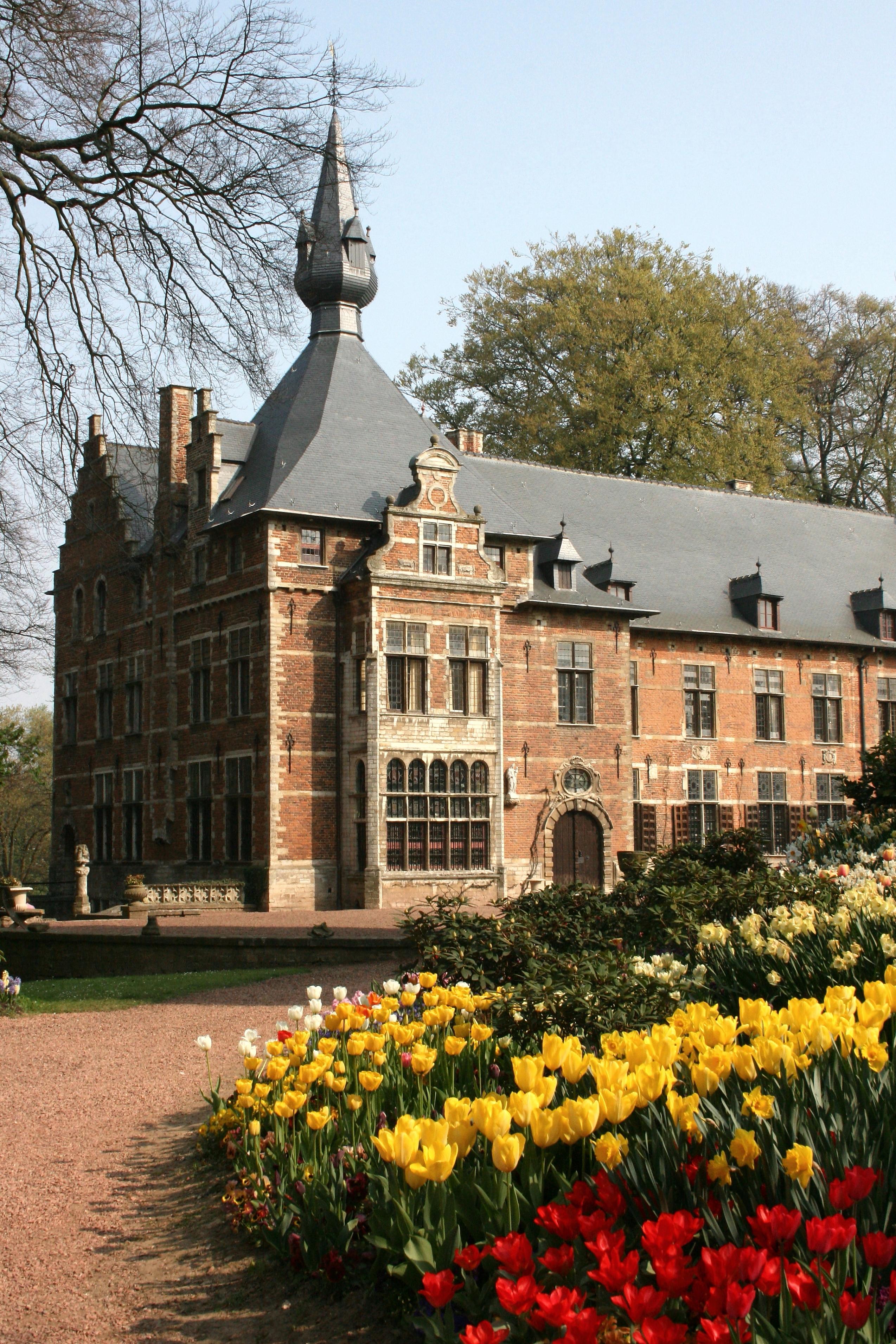
Westkant kasteel
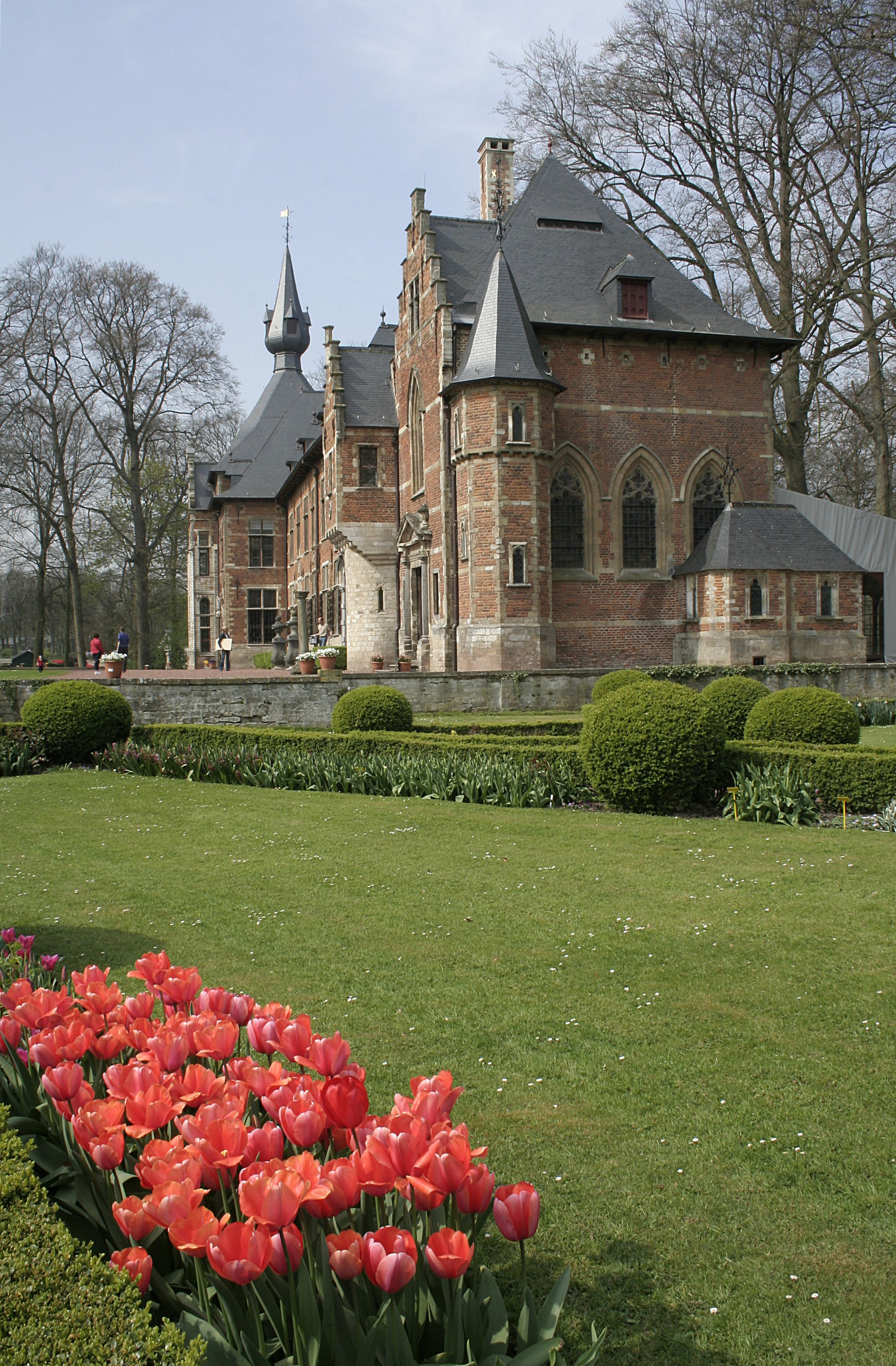
Oostkant kasteel
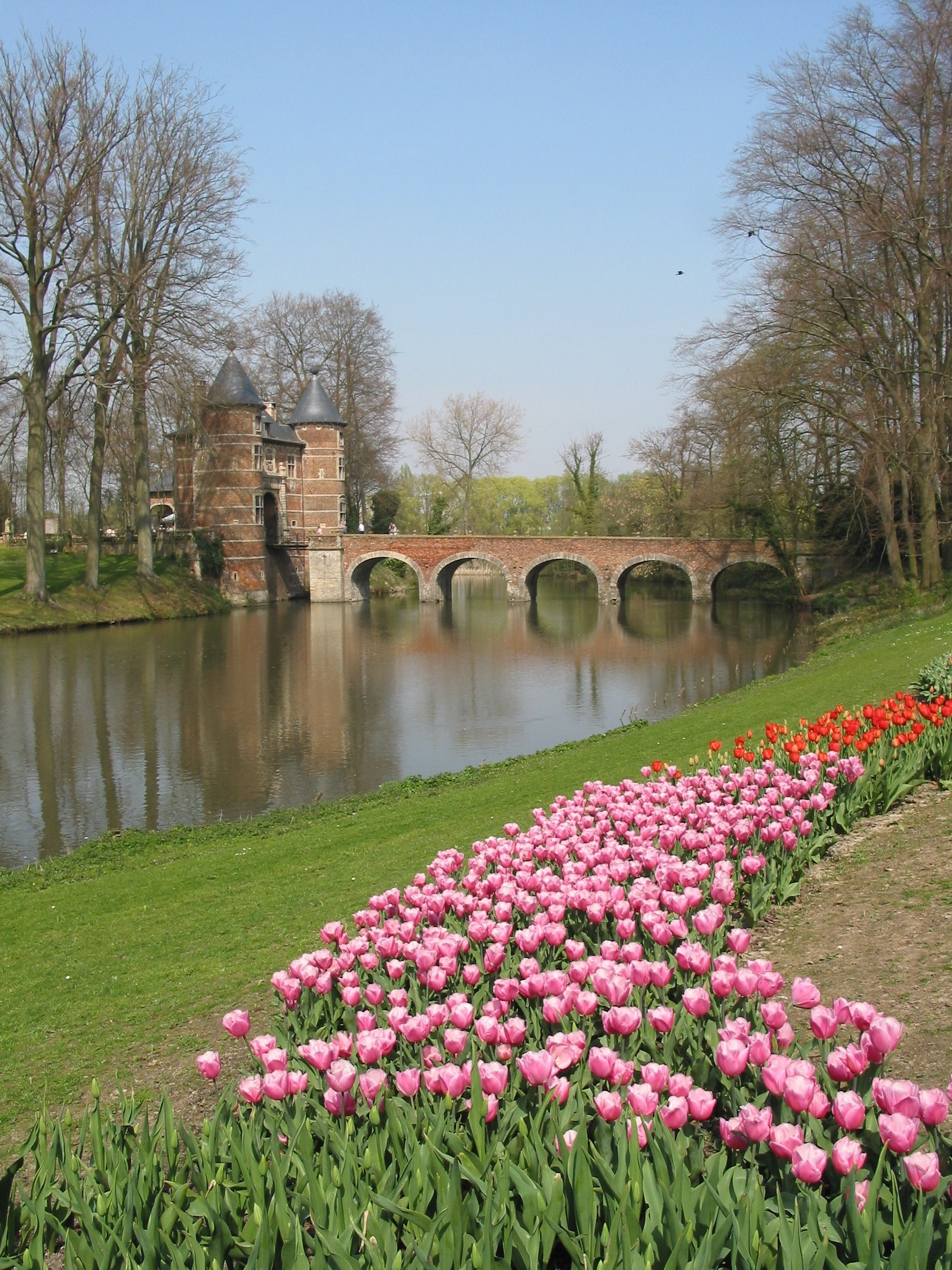
Slotgracht
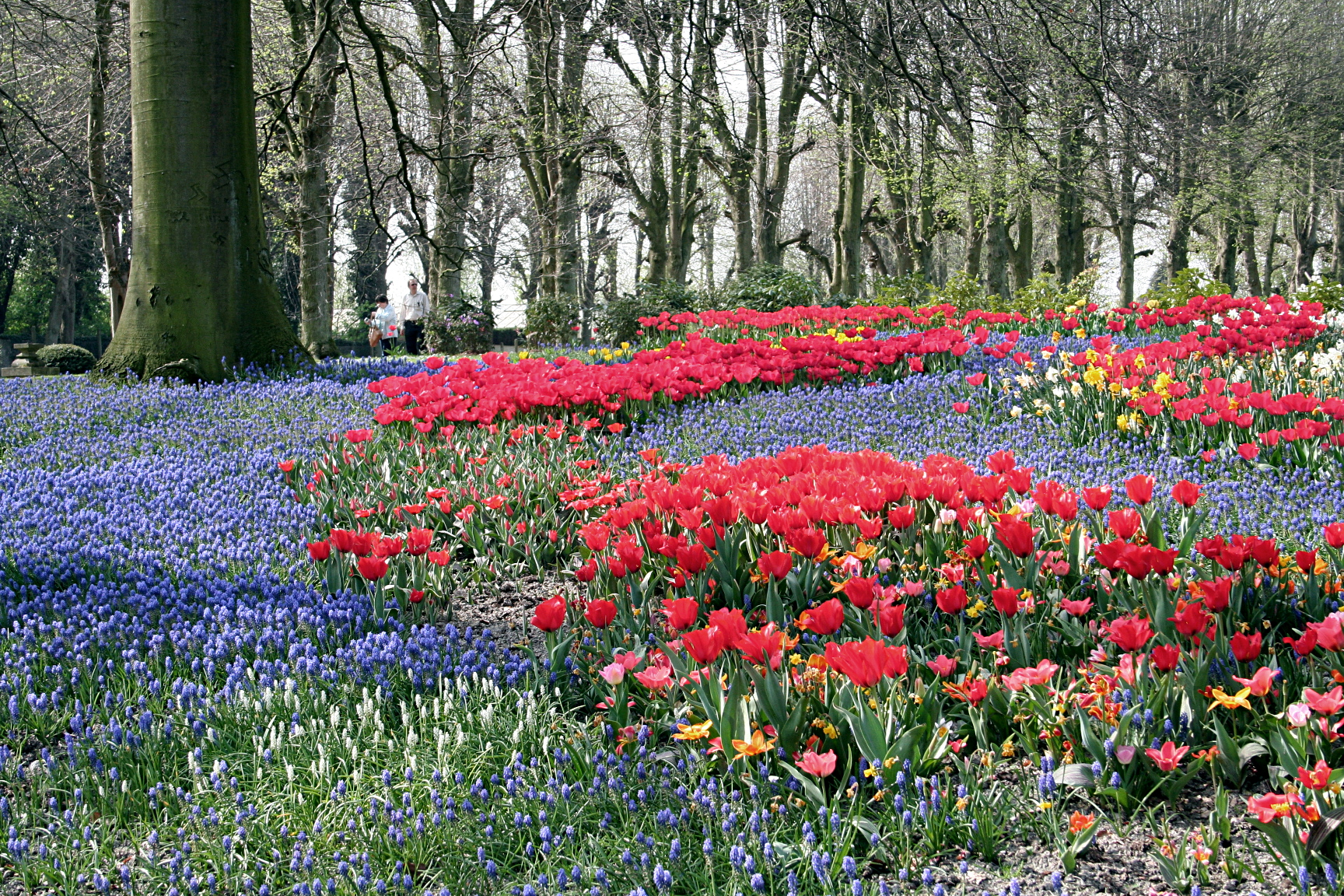
Park

## Voetnoten
1. ↑  Kasteelheren: Groot-Bijgaarden, De Standaard, 9 juli 2011